# Шукявичюс, Ремигиюс
Ремигиюс Шукявичюс (лит. Remigijus Šukevičius; род. 3 мая 1970) — литовский борец греко-римского стиля, участник двух Олимпийских игр.

## Карьера
В июле 1992 года на Олимпиаде в Барселоне в первом раунде проиграл болгарину Николаю Димитрову, во втором раунде уступил американцу Деннису Холлу, завершив тем самым выступление.  В июле 1996 года в американской Атланте на Олимпийских играх в первом раунде уступил Руслану Хакимову из Украины, в утешительном раунде сначала одолел тунисца Набиля Салхи, затем уступил Саркису Элгкяну из Греции, завершив выступления на играх.

## Спортивные результаты
- Олимпийские игры 1992 — 11;
- Чемпионат Европы по борьбе 1994 — 5;
- Чемпионат Европы по борьбе 1995 — 15;
- Чемпионат мира по борьбе 1995 — 9;
- Чемпионат Европы по борьбе 1996 — 9;
- Олимпийские игры 1996 — 12;
- Чемпионат Европы по борьбе 1998 — 12;
- Чемпионат мира по борьбе 1998 — 19;
- Всемирные военные игры 1999 — 7;
- Чемпионат мира по борьбе 1999 — 21;